# Cécile des Baux

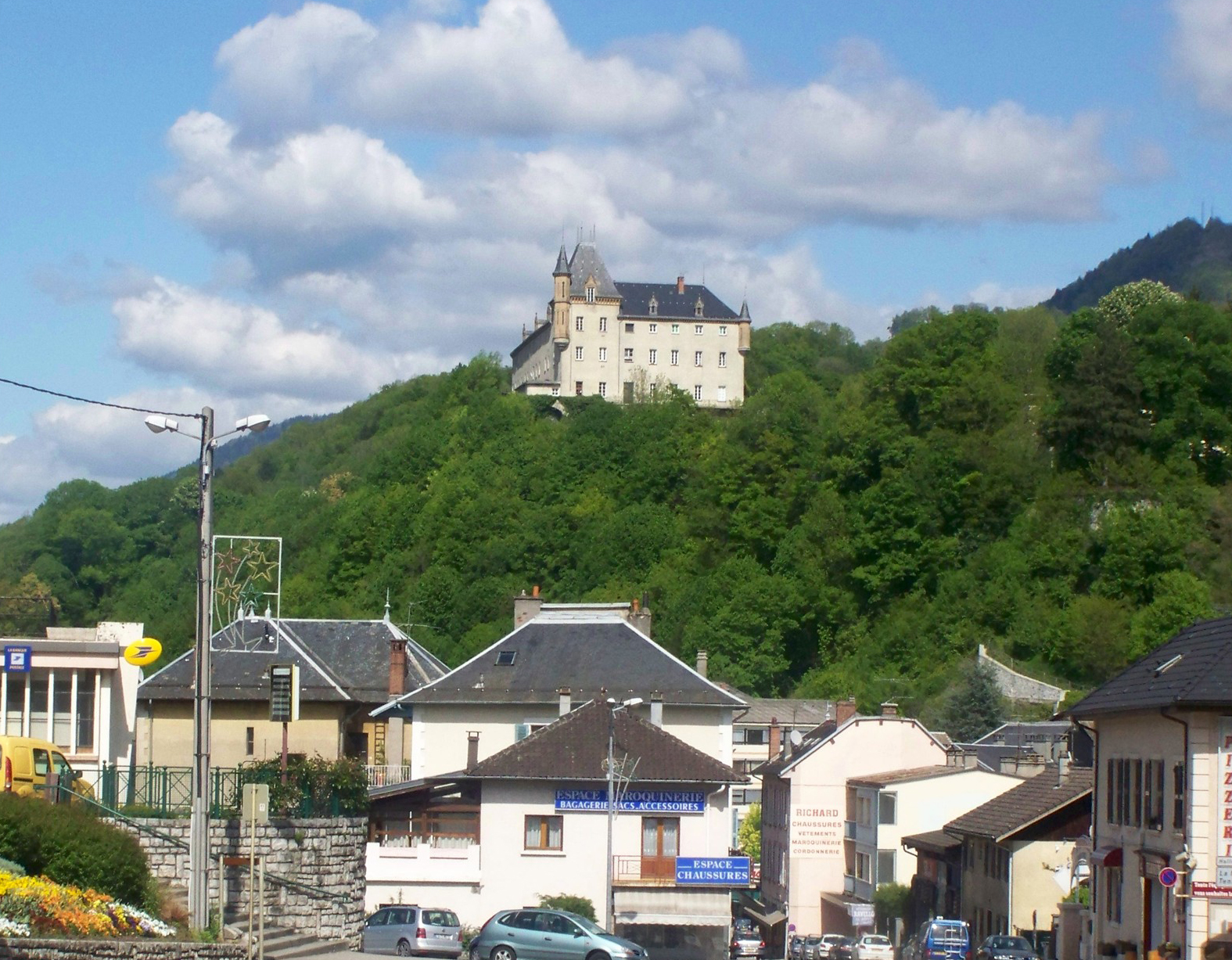
Das Château de la Rochette, in dem Cécile des Baux 1275 starb, wurde im 18. Jahrhundert als Schloss neu errichtet

Cécile des Baux (* um 1230; † 21. Mai 1275 in La Rochette) war eine Adlige aus dem Königreich Arelat. Vermutlich war sie zwischen 1259 und 1263 für ihren minderjährigen Sohn Regentin der Grafschaft Savoyen.

## Herkunft und erste Heiratspläne
Cécile des Baux entstammte der Familie Les Baux, einer der führenden Adelsfamilien der Provence, die im 13. Jahrhundert ein Teil des nominell zum römisch-deutschen Reich gehörenden Königreich Arelat war. Sie war die älteste Tochter von Barral des Baux und dessen Frau Sybille d’Anduze, so dass sie eine Nichte von Graf Raimund VII. von Toulouse war.  Ihr Vater war Herr von Avignon und vertrat den Grafen von Toulouse in dessen Besitzungen in der Provence. Ihr Vater hatte 1239 geplant, sie oder eine ihrer Schwestern mit Guigues VII., dem jungen Dauphin von Viennois zu verheiraten. Durch die geschickte Diplomatie von Philipp von Savoyen konnte dieses Ehebündnis verhindert werden, das die Stellung der Familie Savoyen gefährdet hätte. Stattdessen wurde der Dauphin im Dezember 1241 mit Beatrix, der Tochter von Philipps Bruder Peter von Savoyen verlobt.

## Heirat mit Graf Amadeus IV. von Savoyen
Nach dem Tod von Margarete d’Albon, der ersten Frau von Graf Amadeus IV. von Savoyen hielten Ende November 1244 Gesandte aus Savoyen beim Grafen von Toulouse um die Hand von Cécile an. Graf Raimund stimmte der Ehe zu, gab Cécile eine Mitgift von 6000 Solidi viennois und am 18. Dezember 1244 heiratete Cécile in Orange stellvertretend Humbert de Seyssel. Dann reiste sie weiter nach Savoyen, wo sie um Weihnachten bei ihrem Mann in Chambéry eintraf.
Mit ihrem Mann hatte sie zwei Kinder:
- Bonifaz (nach 1245–1263)
- Beatrice Contesson († um 1250–1290)

1248 stellte sie wie ihr Mann Amadeus die Hospize auf dem Großen St. Bernhard und auf dem Kleinen Sankt Bernard unter ihren Schutz.

## Regentschaft in Savoyen
Ihr Mann starb im Juni 1253 und vermachte ihr ein großzügiges Wittum. Das Testament ihres Mannes ließ sie von einem Notar ihres Vaters kopieren und von den Bischöfen Guillaume IV. Béroard von Carpentras und Peter II. von Orange bestätigen, so dass ihr Schwager Thomas, der die Regentschaft für den minderjährigen Bonifaz übernahm, es anerkennen musste. Als Thomas von Savoyen im Februar 1259 in Aosta starb, war Cécile ebenfalls in der Stadt. Sie übernahm offenbar die Regentschaft in Savoyen, da ihr Sohn immer noch minderjährig und die anderen Brüder ihres Mannes entweder in England oder im Viennois eingebunden waren. Vermutlich noch im Winter 1259 überquerte sie den Kleinen Sankt Bernard nach Maurienne. Wenig später huldigte Geoffroi de Miolans, Herr von Saint-Cassin ihrem Sohn, doch Cécile gewährte ihm Rechte. Wenig später ließ sie für sich ein Siegel anfertigen, dass sie auf einem Zelter zeigt. Ihr Schwager Thomas von Savoyen hatte einen langjährigen Konflikt mit Stadt Asti geführt, aus dem auch die Stadt stark geschwächt hervorging. Mehrere Städte wie Cuneo, die sich unter den Schutz und der Vorherrschaft von Asti gestellt hatten, widerriefen nach dem Tod von Thomas von Savoyen ihr Bündnis und unterwarfen sich stattdessen Karl von Anjou, Graf der Provence. Daraufhin suchte Asti einen Ausgleich mit Savoyen. Mehrere der Geiseln, die noch aus der Zeit des Krieges mit Thomas festgehalten worden waren, wurden freigelassen. Auch die Forderungen nach Schadensersatz für die im Krieg erlittenen Verluste wurden ausgesetzt.

## Witwenzeit
Vor Juni 1263 starb ihr Sohn Bonifaz. Cécile akzeptierte nun, dass ihr Schwager Peter von Savoyen die Herrschaft in Savoyen übernahm. Damit wurde zwar das Testament ihres Mannes missachtet, der als nächsten Erben den ältesten der Söhne von Thomas vorgesehen hatte. Da diese aber noch minderjährig waren und Peter selbst keine Söhne hatte, würde nach Peters Tod Savoyen doch noch an die Söhne von Thomas fallen. Peter zwang Cécile allerdings in einem in Aiguebelle geschlossenen Abkommen, auf ihre Burgen Montmélian und Chambéry zu verzichten. Er bestätigte aber ihren Besitz von La Rochette und der Besitzungen in der Tarentaise.
Sie starb im Frühjahr 1275 in ihrer Burg in La Rochette. Nach ihrem Tod fielen ihre Besitzungen wieder an die Grafen von Savoyen, und Graf Philipp I. ließ sie unverzüglich besetzen.